# Benín en los Juegos Olímpicos de Sídney 2000
Benín estuvo representado en los Juegos Olímpicos de Sídney 2000 por un total de 4 deportistas, 3 hombres y una mujer, que compitieron en 3 deportes.
La portadora de la bandera en la ceremonia de apertura fue la atleta Laure Kuetey. El equipo olímpico beninés no obtuvo ninguna medalla en estos Juegos.